# Kopiko

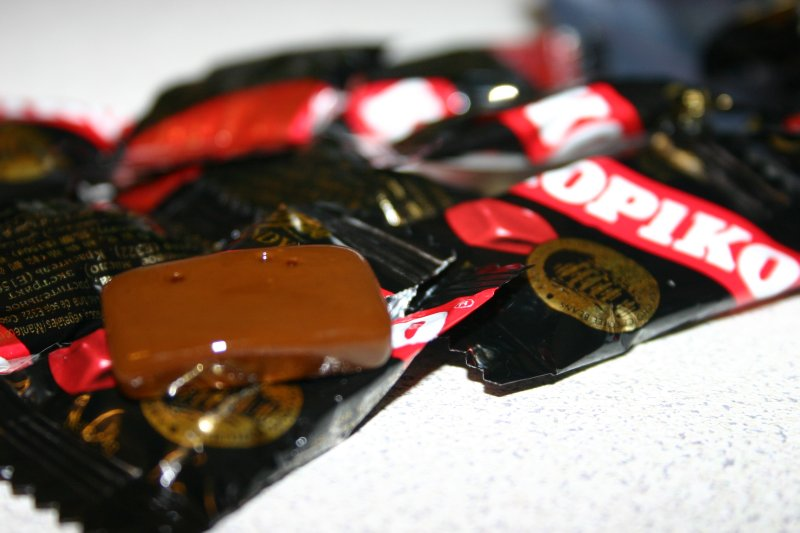
Cukierki Kopiko

Kopiko – indonezyjska marka cukierków kawowych, pierwotnie produkowanych w Indonezji przez przedsiębiorstwo Mayora Indah. Nazwa pochodzi od nazwy ziaren kawy kōpiko, spotykanych na Hawajach.
Cukierki Kopiko są obecnie dostępne w 80 krajach świata.
Produkt zawiera ekstrakt z prawdziwych ziaren kawy. W jego skład wchodzą: cukier, glukoza, olej roślinny (palmowy lub kokosowy), ekstrakt kawy (4,9%), masło, lecytyna sojowa, barwnik karmelowy, sól, naturalny aromat kawy. Zawartość kofeiny wynosi 20–25 mg na cukierek.